# Alfred Schlee
Alfred Schlee (* 19. November 1901 in Dresden; † 16. Februar 1999 in Wien) war ein österreichisch-deutscher Musikwissenschaftler, Theaterwissenschaftler und Musikverleger.

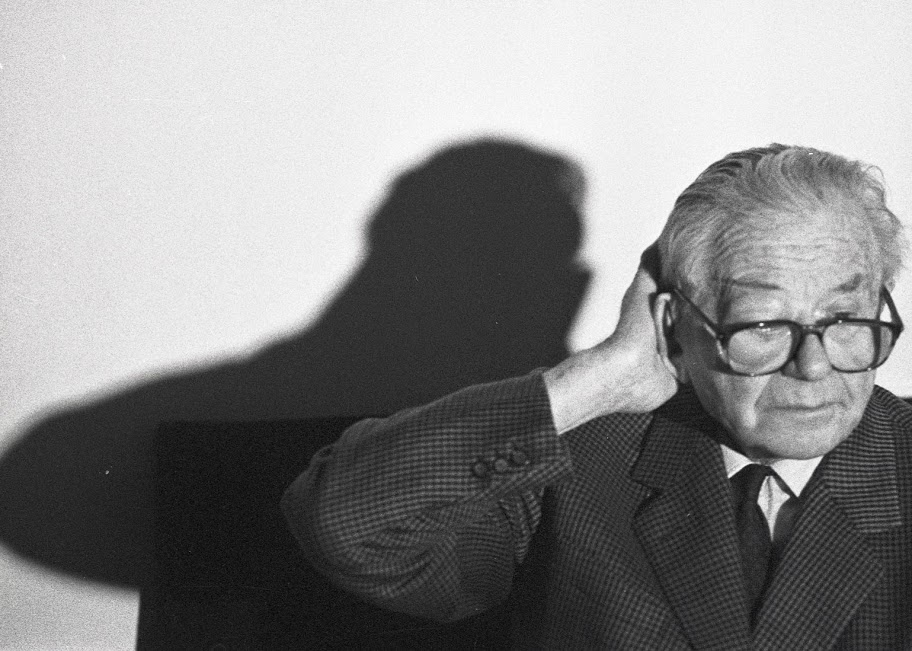
Alfred Schlee

## Leben und Wirken

### Ausbildung und erste Engagements beim Modernen Tanz
Nach Absolvierung des Vitzthumschen Gymnasiums in seiner Geburtsstadt Dresden besuchte Alfred Schlee für ein halbes Jahr die von Émile Jaques-Dalcroze gegründete Bildungsanstalt für Musik und Rhythmus im Dresdner Vorort Hellerau. Schon während seiner Jugend privat in mehreren musikalischen Fächern (Klavier bei Erwin Schulhoff, Violoncello, Musiktheorie) unterrichtet, betrieb er in der Folge Studien in Musikwissenschaft, Komposition, Philosophie und Theaterwissenschaft in München und Leipzig. Der Studienabschluss an der Universität Wien mit einer geplanten Dissertation zur Programmentwicklung von Wanderbühnen wurde durch eine schwere Erkrankung seines Vaters und daraus resultierende finanzielle Schwierigkeiten verhindert. In der Folge arbeitete er als Pianist auf Tourneen der Tänzerinnen Mary Wigman und Yvonne Georgi, für die er teils auch selbst die Musik komponierte. Daneben betätigte er sich als Kritiker im Tanzbereich. Im Herbst 1925 folgte das erste Engagement als Regieassistent am Fürstlich Reußischen Theater in Gera, wohin Yvonne Georgi als Tanzmeisterin engagiert wurde und wo sie unter seiner Beratung u. a. mit Werken von Egon Wellesz, Darius Milhaud und Vittorio Rieti Akzente im Bereich des modernen Balletts setzte. Das Engagement endete bereits nach einer Spielzeit aufgrund finanzieller Probleme des Theaters. Zur nächsten Spielzeit wurde er Dramaturg und Korrepetitor am Stadttheater Münster, wo er in einem Team mit dem Intendanten Hanns Niedecken-Gebhard, dem künstlerischen Berater Hein Heckroth, dem Choreographen Kurt Jooss und Jens Keith als Leiter der Tanzbühne zusammenarbeitete. 1927 organisierte Schlee mit Niedecken-Gebhard den ersten Deutschen Tänzerkongress in Magdeburg, in der Folge gemeinsam mit Rudolf Laban den zweiten und dritten Kongress in Essen und München.

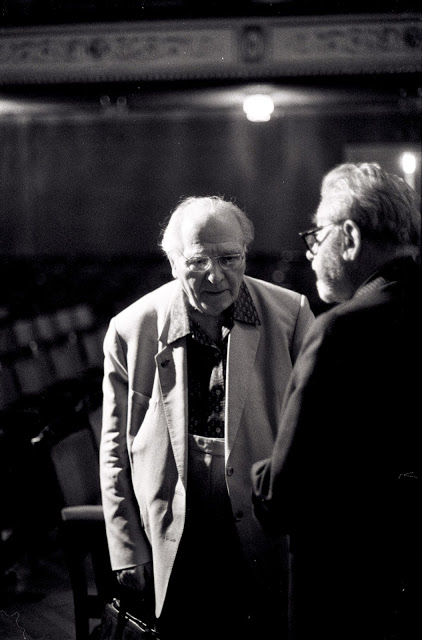
Alfred Schlee mit Olivier Messiaen

Sein Interesse an neuesten Trends in der zeitgenössischen Kunst und Musik brachte Schlee u. a. in Kontakt mit dem Dessauer Bauhaus-Kreis, dem Dirigenten Erich Kleiber, den er anlässlich der Uraufführung von Alban Bergs „Wozzeck“ 1925 in Berlin kennenlernte, dem Tänzer Harald Kreutzberg und dem Maler und Bühnenbildner Oskar Schlemmer, bei dessen Pariser Produktion des „Triadischen Balletts“ er 1932 den Klavierpart innehatte.

### Anfänge und Kriegsjahre in der Universal Edition
Schlees erster Kontakt mit dem Wiener Verlag Universal Edition bestand ab 1927, zunächst in redaktioneller Mitarbeit für ein Sonderheft der Zeitschrift „Musikblätter des Anbruch“. 1928–31 erfolgte auf seine Initiative in der Universal Edition die Publikation der von der Gesellschaft für Schrifttanz herausgegebenen und von ihm als Schriftleiter betreuten Vierteljahresschrift „Schrifttanz“. Schlee hielt darin die damals neu entwickelte „Kinetographie Laban“ als Notation aktueller Choreographien des modernen Tanzes fest. Parallel zu Schlees allmählichem Rückzug aus dem Tanzbereich bekam er Gelegenheit, sich in Wien intensiv ins Musikverlagswesen einzuarbeiten. Ab Beginn der 1930er-Jahre wurde er auf Initiative von Hans Heinsheimer Repräsentant der Universal Edition in Berlin. Nach der Machtergreifung der Nationalsozialisten im Deutschen Reich konnte Schlee ab 1933 vielfach zwischen den Interessen des Verlags und den Ansprüchen der NS-Kulturpolitik vermitteln. 1937 sucht Schlee, zunächst erfolglos, bei der Österreichischen Botschaft in Berlin um die Österreichische Staatsbürgerschaft an. Diese wurde ihm am 22. Oktober 1946 zuerkannt.
1938–45 arbeitete Schlee zunächst neben dem offiziell bestellten kommissarischen Leiter Ernst Geutebrück, dann unter dem neuen Hauptgesellschafter Johannes Petschull im arisierten Stammhaus der Universal Edition in Wien. In dieser Zeit konnte er zum einen mit Hilfe von Robert Kraus, dem Leiter des Kulturamtes der Stadt Wien, die Verlegung des Verlags ins so bezeichnete „Altreich“ verhindern, zum anderen war er entscheidend für die Rettung wesentlicher Bestände des Unternehmens verantwortlich. Gemeinsam mit Gleichgesinnten, darunter insbesondere dem Komponisten Gottfried von Einem, verbrachte er eine Vielzahl an Drucken, Stichvorlagen und Manuskripten von Werken jüdischer bzw. damals als „entartet“ bezeichneter Komponisten, darunter die im Verlagsarchiv befindlichen Autographen Gustav Mahlers, in Privathäuser und verschiedene andere Verstecke, wo sie bis zum Kriegsende vor der Vernichtung durch die Nationalsozialisten bewahrt blieben. Ein enger Kontakt verband Schlee während der Kriegsjahre mit Anton Webern, nachdem es ihm gelungen war, dessen Freistellung vom Kriegsdienst zugunsten einer Mitarbeit in der Universal Edition zu erreichen. Schon ab den frühen 1940er-Jahren machte sich Schlee Gedanken über die Neugestaltung des Verlagsprogramms, indem er etwa mündliche Vereinbarungen mit den Schweizern Frank Martin und Rolf Liebermann über deren spätere (während der faschistischen Herrschaft noch unmögliche) Inverlagnahme traf und Mitarbeiter für den Neubeginn nach Beendigung der Kämpfe um und in Wien auswählte.

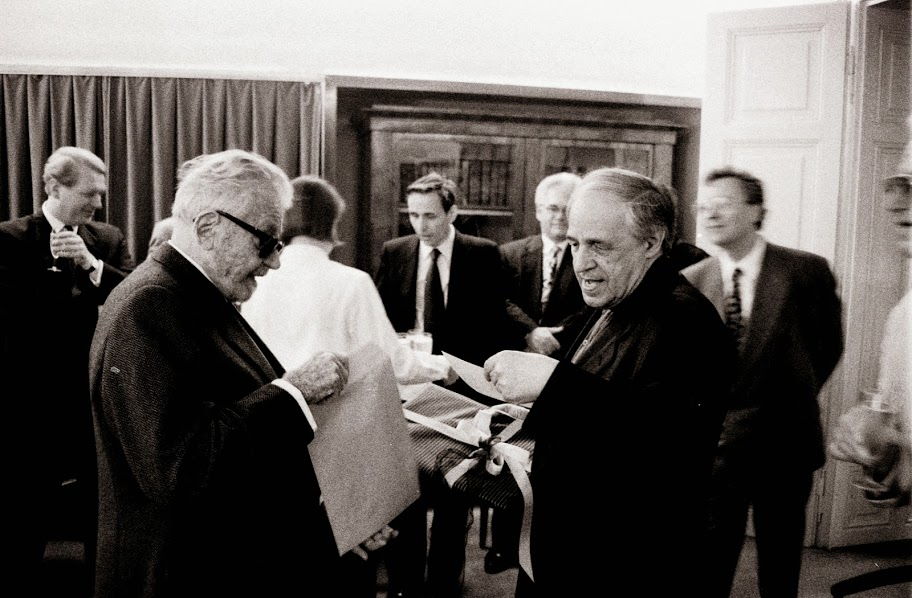
Alfred Schlee mit Pierre Boulez

### Verlagswiederaufbau nach dem Krieg
Nach Kriegsende übernahm Schlee als öffentlicher Verwalter bis 1947 die Leitung des Verlags. Als prominente Persönlichkeit im Wiener Musikleben gehörte er seit Februar 1946 auch der Direktion der Wiener Konzerthausgesellschaft an, eine Position, in der er sich ebenfalls mit Nachdruck für die Förderung des zeitgenössischen Schaffens einsetzte. Im selben Jahr wurde er Vorstandsmitglied der Urheberrechtsgesellschaft AKM. Ab 1951 bildete er mit Alfred Kalmus und Ernst Hartmann den Verlagsvorstand der Universal Edition. Bis zu seinem Rückzug ins Privatleben 1985 galt sein primärer Aufgabenbereich dem Produktionsprogramm. Während vier Jahrzehnten bestimmte er maßgeblich, welche Namen dabei betreut wurden, wobei es ihm gelang, eine ausgewogene Balance zwischen österreichischen und ausländischen Komponisten zu schaffen. Besonderes Augenmerk wandte er auch jenen aufstrebenden Persönlichkeiten zu, die durch die Änderung der politischen Situation in Europa im kommunistischen Einflussbereich wirkten und teilweise von den Kontakten zu „westlichen“ Ländern abgeschnitten. Durch ihre Bindung an die Universal Edition wurde vielen von ihnen die Einbindung in die internationale Musikszene ermöglicht. Nicht zuletzt damit  erhöhte sich damit auch markant das seit der Verlagsgründung 1901 angestrebte internationale Gewicht des Verlags.

### Einsatz für die Komponisten der Gegenwart
Stellvertretend für die durch Schlees Initiative dem Verlag verbundenen Komponisten sind etwa zu nennen Gilbert Amy, Hans Erich Apostel, Theodor Berger, Luciano Berio, Harrison Birtwistle, Pierre Boulez, Francis Burt, Friedrich Cerha, Luigi Dallapiccola, Edison Denissow, Gottfried von Einem, Beat Furrer, Cristóbal Halffter, Roman Haubenstock-Ramati, Anton Heiller, Mauricio Kagel, Ernst Krenek, Ladislav Kupkovič, György Kurtág, Rolf Liebermann, György Ligeti, Frank Martin, Bohuslav Martinů, Olivier Messiaen, Arvo Pärt, Mario Peragallo, Henri Pousseur, Wolfgang Rihm, Karl Schiske, Alfred Schnittke, Rodion Schtschedrin, Kurt Schwertsik, Karlheinz Stockhausen, Jenő Takács, Alfred Uhl und Hans Zender. Zu den herauszuhebenden Einzelereignissen während seiner Arbeit gehören seine Initiativen zu wissenschaftlichen Gesamtausgaben von Arnold Schönberg und Alban Berg, die  gegen einige Widerstände durchgesetzte, 1979 von Friedrich Cerha vorgenommene Fertigstellung des dritten Aktes und Publikation der vollständigen Fassung von Alban Bergs „Lulu“ sowie das Bemühen um die Wiederentdeckung der 1938–45 im Einflussbereich des Deutschen Reichs verbotenen und in der Folge vergessenen Komponisten Franz Schreker und Alexander von Zemlinsky. Weitere Schwerpunkte des Verlags während Schlees späterer Jahre waren u. a. die Wiener Urtext Edition, die pädagogisch ausgerichtete „Rote Reihe“, der mit Karl Scheit erfolgte Aufbau eines Gitarre-Katalogs sowie repräsentative Bildbiographien etwa zu Beethoven, Wagner und Mahler.

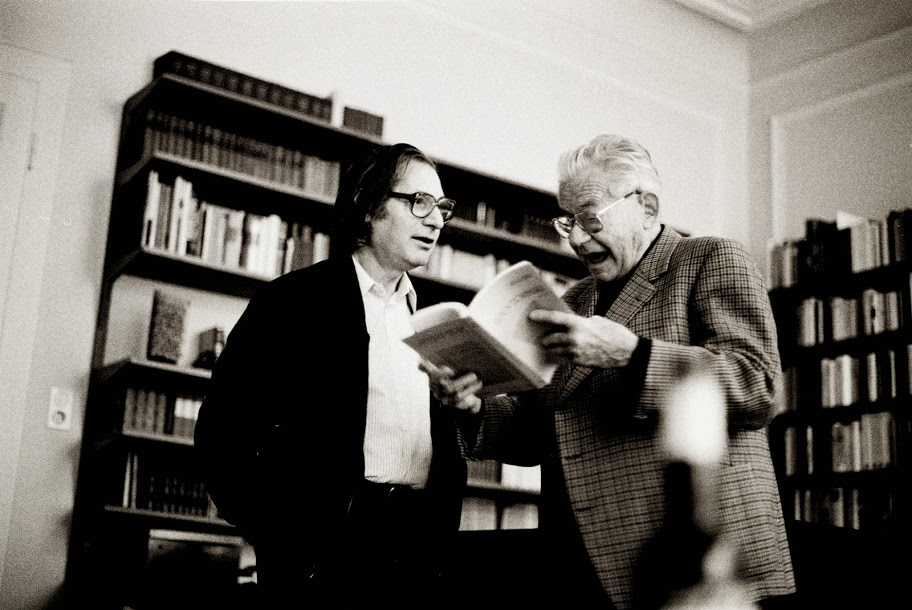
Alfred Schnittke zu Gast bei Alfred Schlee

Zu den Alfred Schlee gewidmeten Werken zählen Sonata pian‘ e forte von Gilbert Amy, Fünf Bagatellen op. 20 von Hans Erich Apostel, Epifanie G, Concertino und Formazioni von Luciano Berio, Répons von Pierre Boulez, Exercises und Netzwerk von Friedrich Cerha, Areae sonantes von Paul-Heinz Dittrich, Cantiunculae amoris von Karl Heinz Füssl, Mizar von Cristóbal Halffter, Credentials von Roman Haubenstock-Ramati, Bardo-Puls von Günter Kahowez, Ludwig Van von Mauricio Kagel, Fragment von György Ligeti, Und die Zeiger seiner Augen… von Bo Nilsson, Te Deum von Arvo Pärt, Madrigal II von Henri Pousseur, Im Innersten von und Zwiesprache von Wolfgang Rihm, Khouang von Tona Scherchen-Hsiao sowie die Symphonie Nr. 2 St. Florian von Alfred Schnittke. Schlees 90. Geburtstag wurde am 18. November 1991 mit einem Festabend mit dem Arditti Quartet im Wiener Konzerthaus gewürdigt, bei dem Gratulationsstücke von 37 Komponisten erklangen. Am 8. Dezember 2001 fand im Wiener Arnold Schönberg Center auf Initiative der Familie, von Pierre Boulez und Nuria Schönberg-Nono ein Gedächtniskonzert anlässlich des 100. Geburtstages von Alfred Schlee statt. Unter der Leitung von Boulez brachten Mitglieder des Ensemble intercontemporain Werke von Schönberg, Messiaen, Boulez, Rihm, Stockhausen, Kurtág, Cerha, Webern und Berio zur Aufführung.

### Privatleben
Nach früheren Ehen mit Anna Taussig und Maria Bertha Hegner heiratete Schlee 1960 Margarethe Molner. Der Verbindung entstammen die Söhne Thomas Daniel Schlee und Alexander Schlee.